# Faustino Alonso
Faustino Alonso Ortega (Asunción, 1961. február 15. – ) paraguayi labdarúgó. 

## Pályafutása

### Klubcsapatban
1986-ban a Sol de América csapatában játszott, melynek tagjaként abban az évben bajnoki címet szerzett. 1986 és 1987 között Portugáliában a Rio Ave játékosa volt, melynek színeiben 7 mérkőzésen lépett pályára és 1 gólt szerzett. 

### A válogatottban
Tagja volt az 1986-os világbajnokságon szereplő válogatott keretének, de egyetlen mérkőzésen sem kapott lehetőséget.

## Sikerei, díjai
Sol de América
- Paraguayi bajnok (1): 1986